# 牙符制
牙符制（がふせい）とは、室町時代に日朝貿易（日本が朝鮮と行った貿易）で行われた査証制度（外交使節の審査・認証を行う制度）のこと。日明貿易における勘合制と同様、一つの符を二つに裂いた割符を以って外交使節の査証を行う制度であり、勘合符の代わりに牙符（象牙符、日朝牙符とも）と呼ばれる通信符が使用された。

## 概要
牙符とは文字を刻んだ象牙を半割りにした割符であり、円周は四寸五分、片面に「朝鮮通信」と篆書で刻まれ、反対面には発給年次「成化十年甲午」と彫られていた。朝鮮王朝により10枚製作され、それぞれ一から十まで通し番号が入っており、左符を朝鮮側、右符を日本側が保管した。日本から通交する使節はいずれか1枚を携行し、朝鮮側の保管する片割れと突き合わせることで査証を行った。後に一度改給され、新符では日本側が左符を、朝鮮側が右符を保管することになった。なお牙符は現存しておらず、文献上でのみその存在が確認されている。
牙符制の対象とされたのは日本国王使と王城大臣使である。中世日朝貿易は進貢貿易の形式をとり、朝鮮王朝から通交許可を得た外交使節の往来に付随する形で貿易が行われていた。こうした外交使節には図書を押印した書契の携行が義務付けられ、書契に押された印影をもって使節の査証を行っていた。しかし室町幕府は朝鮮王朝から通交許可を得なければならない立場にはなく幕府の派遣する日本国王使は自由な通交が認められていたため、査証の手段が存在しなかった。王城大臣使も日本国王使に次ぐ存在として同様の扱いであり、王城大臣使通交には多数の偽使が紛れ込んでいた。牙符制は日本国王使・王城大臣使に査証の手段を与え、偽使通交を阻もうとするものであった。
牙符制は室町幕府8代将軍足利義政の発案により始まった。室町幕府は勘合符を掌握することで日明貿易を統制下に置き幕府の財源としていたが、義政は日朝貿易も同様に財源化することを意図し、朝鮮王朝に牙符制の導入を申し入れる。この時期既に偽の王城大臣使が朝鮮に通交しており、義政の提案は偽使抑制を願う朝鮮王朝の思惑と一致し、牙符制が敷かれることとなる。
- 1474年、朝鮮王朝から室町幕府へ牙符発給。
- 1482年、牙符を携行した最初の日本国王使が通交することで牙符制発効。
- 1504年、牙符改給。

牙符制は文禄・慶長の役まで続く。

## 変遷
中世日朝貿易は制限貿易であり、朝鮮王朝から許可を受けた一部の者にのみ通交が認められていた。そのため貿易を制限された者の中には、他の通交権所有者の名義を詐称した偽使を派遣する者が出現する。特に牙符制の導入以前の日本国王使・王城大臣使には査証の手段が存在せず、1470年代には「朝鮮遣使ブーム」と呼ばれる偽王城大臣使の大量通交が発生している。朝鮮王朝はこれらの使節について、偽使である疑いを抱いていたものの真偽を確認する術が無く、通交を黙認するままであった。そのため足利義政の牙符制導入の提案は朝鮮王朝の意に適うものであり、1474年、牙符が発給される。
偽の王城大臣使を派遣していたのは、対馬の宗氏と博多商人の連合体であった。これら偽使派遣勢力は、図書に関しては印影を盗み木印を製作するなど、高度な偽造技術を持っていたが牙符の偽造は困難であった。偽使派遣勢力は牙符制の発効を恐れ、妨害、撹乱、偽造など抵抗を試みるが、1482年に牙符を所持した日本国王使が朝鮮に訪れることで牙符制が発効し、それを期に王城大臣使の通交は途絶える。
義政は日朝貿易権の統制を重要視しており、牙符を極秘裡に私蔵して在京有力守護大名に対しても王城大臣使の派遣を許さなかった。しかし義政の死後、明応の政変により将軍家が分裂したことにより牙符は有力守護を味方に付ける道具として切り売りされて流出し、 1501年には大内氏の手による偽日本国王使が通交している。明応の政変において足利義材から将軍職を奪った足利義澄・細川政元は、義材を擁する大内義興所有の牙符の無効化を図り、1504年に朝鮮王朝に牙符の改給を提案する。この時既に、義澄の手元には2・3枚の牙符しか残されていなかったと見られているが、この改給により散逸した旧符は無効となる。
しかし、牙符改給は義澄・政元による日朝貿易の再統制には繋がらなかった。義澄・政元は大内義興に対抗するため大友氏の協力を必要としており、見返りとして少なくとも2枚の牙符が大友氏に引き渡されている。またその後、時期・経路が不明ながら大内氏も第四牙符を入手しており、それ以外に第三牙符の流出も確認されている。大内氏滅亡後、第四牙符は毛利氏に受け継がれるが、これらの大内氏・大友氏・毛利氏の所有する牙符は宗氏に貸し出され、宗氏による偽日本国王使・偽王城大臣使の通交に使用された。1540年頃には牙符は恒常的に対馬に置かれるものとなっており、結果として1504年以降朝鮮に通交した日本国王使・王城大臣使の大半はこうした偽使であった。
牙符制は導入当初こそ通交統制に効果を発揮したが、明応の政変を期に効力を失う。結局、日朝貿易を室町幕府の統制下に置こうとする義政の目論見は無に帰すが、牙符制そのものは文禄・慶長の役まで続けられた。